# Österreich-Rundfahrt 1970
Die Österreich-Rundfahrt 1970 fand vom 30. Mai bis zum 6. Juni statt. Es war die 21. Austragung des Etappenrennens Österreich-Rundfahrt. Sieger wurde Rudolf Mitteregger aus Österreich.

## Teilnehmer
Am Start waren Nationalmannschaften aus der DDR, der Bundesrepublik Deutschland, Luxemburg, den Niederlanden, Polen, der Tschechoslowakei und Österreich. Dazu kamen sieben Regionalteams aus Österreich. Insgesamt nahmen 60 Radrennfahrer die Rundfahrt in Angriff. Das Rennen war für Amateure offen.

## Rennen
Das Rennen führte über insgesamt acht Etappen von Wien nach Linz mit einem Einzelzeitfahren. Es gab keinen Ruhetag. Die Gesamtdistanz der Rundfahrt betrug 1.268 Kilometer. Neben der Einzelwertung wurden eine Mannschaftswertung, eine Punktewertung und eine Bergwertung ausgetragen. Die Vorentscheidung über den Gesamtsieg fiel auf der 4. Etappe, die mehrere Bergwertungen beinhaltete. Einer Gruppe von sechs Fahrern gelang ein Ausreißversuch, der den Fahrern mehr als drei Minuten Vorsprung einbrachte und in der sich keiner der favorisierten Niederländer befand.
Bester Fahrer des Bundes Deutscher Radfahrer (BDR) in der Gesamtwertung wurde Dieter Koslar als 11., bester Pole Czeslaw Polewiak als 7., bester Tschechoslowake Karol Patek als 16., bester DDR-Fahrer Günter Bertram als 21.

## Etappen
| Etappe | Länge in km | Sieger                         |
| ------ | ----------- | ------------------------------ |
| 1      | 185         | Rudolf Mitteregger, Österreich |
| 2      | 120         | Ludwig Kretz, Österreich       |
| 3      | 133         | Matthieu Pustjens, Niederlande |
| 4      | 185         | Robert Csenar, Österreich      |
| 5      | 195         | Roman Humenberger, Österreich  |
| 6      | 166         | Kurt Schattelbauer, Österreich |
| 7      | 102         | Mathieu Pustjens, Niederlande  |
| 8      | 170         | Ludwig Kretz, Österreich       |

### Einzel (Gelbes Trikot)
| Platz | Name               | Mannschaft | Zeit       |
| ----- | ------------------ | ---------- | ---------- |
| 1.    | Rudolf Mitteregger | Österreich | 32:37:16 h |
| 2.    | Hans Oberndorfer   | Österreich | + 0:19 min |
| 3.    | Roland Königshofer | Österreich | + 1:01 min |
| 4.    | Rolf Eberl         | Österreich | + 1:13 min |
| 5.    | Roger Gilson       | Luxemburg  | + 1:43 min |
| 6.    | Frits Schür        | Niederland | + 1:57 min |

### Mannschaftswertung
Die Mannschaftswertung gewann das Nationalteam aus Österreich vor den Niederlanden.

### Bergwertung
Sieger der Bergwertung wurde Rudolf Kretz.

### Punktewertung
Diese Sonderwertung gewann Kurt Schattelbauer.